# الدوري الأردني 1995–96
إحصائيات الدوري الأردني في موسم 1995–96.

## نظرة عامة
لعب 12 فريق في الدوري، فاز نادي الوحدات بالبطولة.

## وصلات خارجية
- موقع الاتحاد الأردني لكرة القدم